# Retrato de Thomas Cromwell
El Retrato de Thomas Cromwell es un óleo sobre tabla del artista alemán Hans Holbein el Joven, generalmente fechado entre 1532 y 1534, cuando Cromwell, un abogado y estadista inglés que sirvió como primer ministro del rey Enrique VIII de Inglaterra de 1532 a 1540, tenía alrededor de 48 años. Es uno de los dos retratos que Holbein pintó de él; el otro es un tondo de una serie de medallones de cortesanos Tudor. 
El panel original se ha perdido y hoy se conoce a partir de tres copias: en la Colección Frick de Nueva York (donde está colgado frente al Retrato de Tomás Moro de Holbein); en la National Portrait Gallery de Londres y en la colección Chichester Constable de Yorkshire. El panel Frick se considera de calidad superior. 

## Sujeto

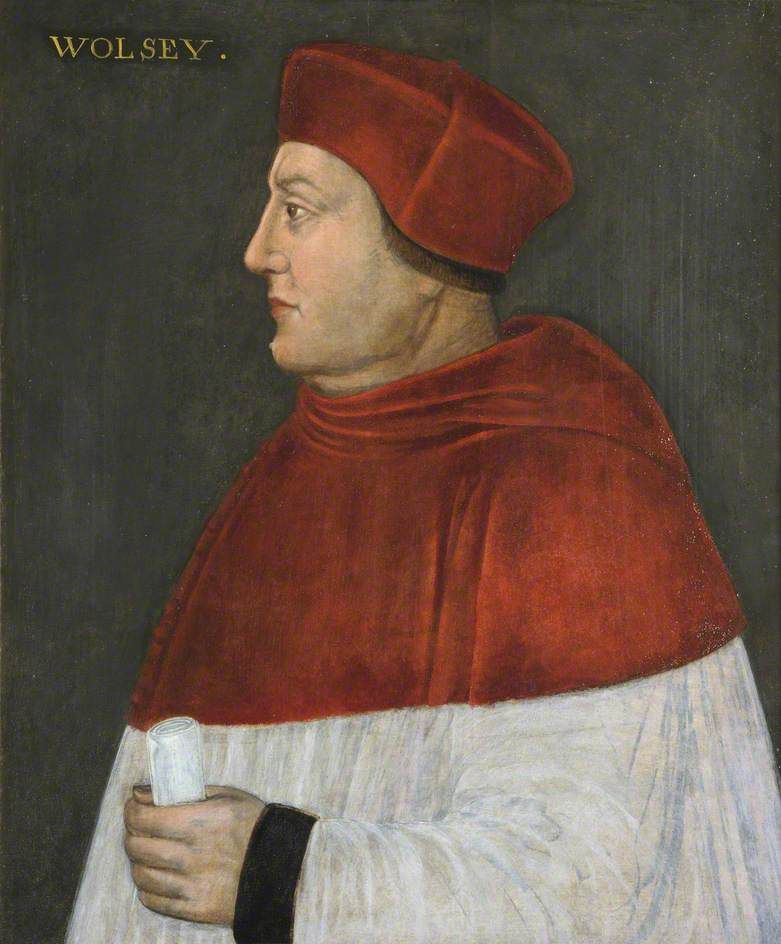
Retrato del cardenal Thomas Wolsey, c. 1585.

Thomas Cromwell fue un abogado y estadista que comenzó como hijo de un comerciante de telas y propietario de una herrería en Putney y ascendió al poder como asociado del cardenal Wolsey. Después de la caída de Wolsey y un período de desconfianza inicial, se convirtió en confidente de Enrique VIII, asumiendo los roles de vicegerente, Lord Canciller, Lord Gran Chambelán, entre otros.  Político astuto, era consciente del efecto de la propaganda y encargó a Holbein que produjera imágenes que lo posicionaran como reformista y realista, incluidos grabados en madera anticlericales y la portada de la traducción inglesa de la Biblia de Myles Coverdale. En esto fue a la vez progresista y en sintonía con el grandioso programa de mecenazgo artístico de Enrique VIII. Los esfuerzos del rey por glorificar su propio estatus como Jefe Supremo de la Iglesia culminaron con la construcción del Palacio de Nonsuch, iniciado en 1538. 

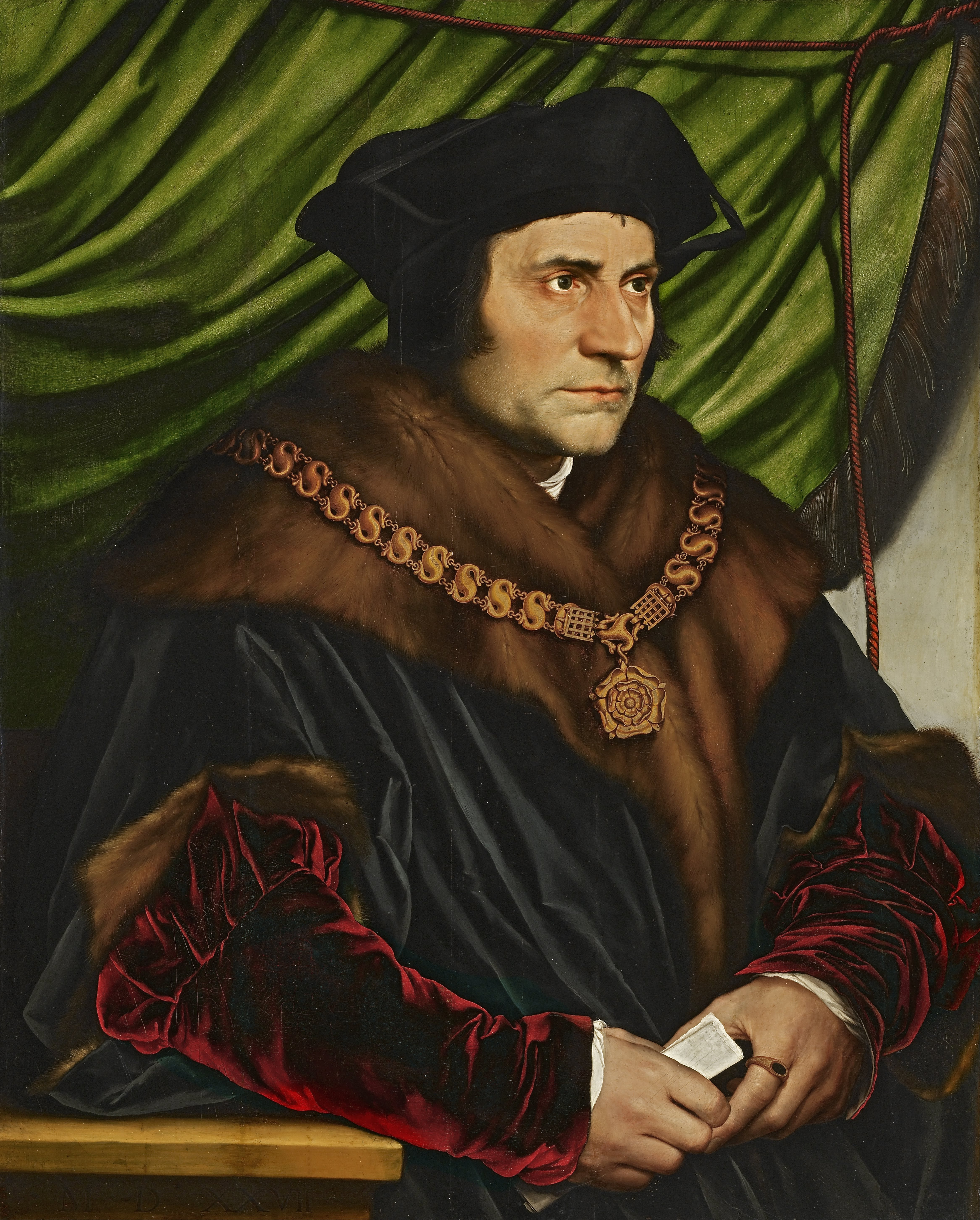
Retrato de Sir Tomás Moro, 1527. Cromwell jugó un papel decisivo en el establecimiento de la reforma inglesa o anglicanismo y jugó un papel clave en la caída de Moro.

Cromwell diseñó el divorcio del rey de Catalina de Aragón. Fue uno de los primeros aliados de Ana Bolena, pero luego jugó un papel clave en su caída. Fue una fuerza significativa en la corte Tudor hasta que, con la esperanza de fortalecer la alianza política con la causa protestante en Alemania, se equivocó al aconsejar a Enrique que se casara con Ana de Cléveris.  La medida fue impopular y brindó a sus numerosos enemigos la oportunidad de presentar cargos de traición contra él, lo que obligó a su eventual arresto y decapitación.
Esto dejó a Holbein en una posición incierta; su astucia le había permitido sobrevivir a las caídas de Moro y Bolena, pero la repentina caída de Cromwell dañó gravemente su reputación.   Aunque logró conservar su posición como pintor de cámara, su estatus nunca se recuperó.

## Descripción
El retrato data de la segunda visita de Holbein a Inglaterra, cuando Cromwell actuaba en nombre de Enrique VIII y encargó una serie de imágenes propagandísticas de cortesanos favorecidos en un momento en que la reputación de Cromwell estaba en su punto más alto. Había surgido como el "contrapeso protestante de Tomás Moro en el Consejo Privado",  apuntaló la posición de Bolena en circunstancias amargas y se convirtió en uno de los hombres más influyentes y poderosos de Inglaterra. Al mismo tiempo, fue culto y decisivo en la promoción de la carrera de Holbein.  Quizás por esto, y dado que la génesis del retrato está impregnada de la alta y sangrienta política de la época, con un rey inestable, se desconocen los pensamientos de Holbein sobre la representación.
Cromwell recibe el debido respeto, pero se presenta como amargo y algo rígido, los ojos pequeños y juntos, agarra con fuerza una carta doblada. Su reputación fue mala hasta la revisión de la década de 1960; hoy se le considera un reformista y político supremo y muy capaz. Reflejando la opinión anterior, se señaló que "de todos los retratos que Holbein hizo en la corte inglesa, el retrato de Cromwell siempre ha parecido el menos halagador para su modelo, el más cruelmente burlón".  Consciente de la relación prolongada y fatal entre Cromwell y Moro, y su colocación uno al lado del otro en el Frick, Henry Clay pidió románticamente que "imagináramos a Tomás Moro, el hermoso santo, y Cromwell, el monstruo, unidos en el arte y la historia, ahora enfrentados, [a través de] Holbein y el tiempo y oportunidad. " 

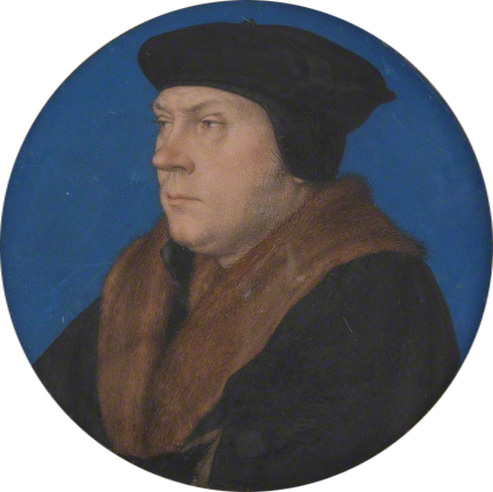
Este retrato en miniatura de Cromwell se deriva del retrato de 1532, pero lo muestra más cansado y mayor. Otra miniatura similar, con el cuello de liga, sobrevive y la National Portrait Gallery la atribuye a Holbein, pero la mayoría de los estudiosos no la consideran un original.

Comparado con otros retratos de Holbein de políticos Tudor, Cromwell parece reducido; se lo coloca sentado en la parte baja del encuadre, en lo profundo del espacio pictórico, alejándolo y disminuyéndolo del espectador. La mesa delante de él llega al primer plano inmediato como si se proyectara hacia el espacio personal del espectador.  Holbein presenta a Cromwell como algo amargo, frío y sombrío, pero el retrato ha sido descrito como "una versión suavizada [del comitente]". El historiador Roger B. Merriman describió a Cromwell como "un hombre bajo, de complexión fuerte, con una cara grande, bien afeitado, con el pelo muy corto y una papada pesada, con una boca pequeña y cruel, un labio superior extraordinariamente largo y un par de ojos grises muy juntos y moviéndose inquietos bajo sus cejas claras"  
Una inscripción en el borde superior decía "A nuestro fiel y correcto, amado Concejal, Thomas Cromwell, Maestro de nuestra Casa de Joyas". Cromwell está sentado en un banco frente a una mesa en la que reposa un documento legal. En su mano izquierda tiene un anillo de oro con una gran piedra preciosa verde. Está vestido con colores sobrios,  que comprenden sombrero negro y abrigo negro amplio forrado de piel, y una "expresión severa".  La mesa está cubierta con un mantel verde. En él se colocan algunos de sus efectos, entre ellos una pluma, un libro devocional, tijeras y una bolsa de cuero. 
El libro es el Libro de Horas personal de Cromwell. Era un hombre devoto y habría querido mostrarlo en su retrato. La pieza fue descubierta en la Biblioteca Wren del Trinity College de Cambridge en 2023 por investigadores del Castillo de Hever.   El libro había sido donado al Trinity College por Anne Sadleir (1585–c.1671), viuda de Ralph Sadleir (1579–1661), nieto del protegido y secretario de Cromwell, Sir Ralph Sadleir (1507–1587).  Las monturas originales de plata dorada de su cubierta fueron realizadas por Pierre Mangot. Fue impreso en París por Gilles y Germain Hardouyn en 1527, el año en que Enrique VIII solicitó por primera vez el divorcio. Otros dos ejemplares significativos de esta edición pertenecieron a la primera esposa de Enrique VIII, Catalina de Aragón, y a su segunda esposa, Ana Bolena. La historiadora Tudor Tracy Borman lo describió como "el descubrimiento de Cromwell más emocionante en una generación, si no más".  
La versión del retrato que conserva la Colección Frick de Nueva York está realizada al óleo sobre panel de roble y mide 78,1 x 64,1 cm.

## Atribución y datación
La pintura data de c. 1532–4, cuando Cromwell fue maestro de la Casa de las Joyas.  El retrato original probablemente mostraba un pergamino con texto pintado sobre su cabeza; el texto de la versión Frick fue eliminado durante una restauración/mejora de principios del siglo XX. Es probable que la redacción estuviera diseñada para colocar a Cromwell al lado del rey. Decía "A nuestro fiel y muy querido Concejal, Thomas Cromwell, Maestro de nuestra Casa de las Joyas". El texto existe en una fotografía de 1915 de la pintura, pero luego fue eliminado. Ese panel se sometió a un extenso análisis técnico en 1952 y fue limpiado en 1966; trabajo que "no fundamentaba una atribución a Holbein", sino que indicaba la mano de un miembro del taller menos calificado. 

## Procedencia
En un inventario sin fecha de la casa de Cromwell en Londres, un escritor desconocido menciona "dos tablas que mi maestro pintó su (vis)nombre". Después de eso, poco se sabe del original. Sólo unas horas después de que Cromwell fuera llevado a la Puerta de los Traidores el 1 de junio de 1540, los soldados llegaron a su casa para trasladar sus pertenencias al tesoro, un destino similar al de Tomás Moro cinco años antes. Lo más probable es que el retrato de Holbein fuera destruido o vendido poco después de la caída de Cromwell; no hay constancia de él en ningún inventario real posterior. 
La primera mención de copias se encuentra en los registros de la condesa de Caledon de 1866 cuando lo prestó a la Exposición Nacional de Retratos. Esa versión está ahora en la colección Frick.  El estudioso del arte Roy Strong creía que los tres retratos existentes son copias. Todos se encuentran en mal estado pero la versión Frick es la mejor conservada.  El historiador John Rowlands dedujo de los pentimenti (alteración) revelados por fotografías de rayos X que la versión Frick muestra la mano de Holbein y es la original.  La historiadora del arte Stephanie Buck está de acuerdo con la atribución, aunque es muy controvertida.  Strong responde que, como traidor, los efectos personales de Cromwell fueron destruidos poco después de su ejecución.